# Port Huon
Port Huon är en ort i Australien. Den ligger i kommunen Huon Valley och delstaten Tasmanien, i den sydöstra delen av landet, omkring 42 kilometer sydväst om delstatshuvudstaden Hobart.
Trakten är glest befolkad. Närmaste större samhälle är Geeveston, nära Port Huon. Genomsnittlig årsnederbörd är 920 millimeter. Den regnigaste månaden är juli, med i genomsnitt 114 mm nederbörd, och den torraste är februari, med 49 mm nederbörd.